# Philodendron pogonocaule
Philodendron pogonocaule är en kallaväxtart som beskrevs av Michael T. Madison. Philodendron pogonocaule ingår i släktet Philodendron och familjen kallaväxter. IUCN kategoriserar arten globalt som akut hotad. Inga underarter finns listade.